# Слобожанське
Слобожанське (до 2016 року — Комсомольське) — місто в Чугуївському районі Харківської області. Адміністративний центр Слобожанської міської громади.

## Географія
Місто знаходиться на березі озера Лиман, прилягає до села Лиман, на відстані 2 км розташоване селище Донець, поруч — залізнична зупинка Слобожанська.
Електрички ходять весь день, і це досить зручно. Деякі мешканці купують місячні абонементи і їздять на електричках на роботу, на навчання і на базар у Зміїв, Харків, Ізюм, Шебелинку. В Слобожанське також приїжджають на електричках деякі працівники Зміївської ТЕС і дачники.
Найближча станція, де зупиняються також і пасажирські поїзди, — станція Зміїв.
Через місто проходить автомобільна дорога Р78. На березі озера — великий дачний масив.

## Історія
У 1956 році почалося будівництво Зміївської ТЕС, при якій з'явилось селище Комсомольське (оскільки спорудження ДРЕС було Всесоюзним ударним будівництвом.) Перші будівельники проживали у Новій Єгорівці.
Перша вулиця міста — вулиця Дружби — була збудована у 1957 році. У цьому ж році був побудований перший дитячий садок. Друга вулиця виросла у тому ж році, біля озера Лиман, назвали Оздоровчою. В 1958 році на залізниці була збудована станція Слобожанська (Тоді — Комсомольська). В вересні 1959 була відкрита середня школа № 1. В 1960 році була введена в експлуатацію Слобожанська міська лікарня. А 31 грудня цього року у Зміївській ТЕС був уведений в експлуатацію перший енергоблок потужністю 200 МВт. В січні 1961 роцу був побудований та запущен завод «Стройдеталь» нині «Енергостіл». В 1962 році був відкритий для відвідувачів Слобожанський палац культури.
У 1966 році чисельність населення складала 10,3 тис. осіб, тут працювали Зміївська ТЕС, дві середні школи, Палац культури, бібліотека, дитячі ясла, лікарня на 350 ліжок, комбінат побутового обслуговування, телеательє, стадіон і два спорт-майданчики. Селище було газифіковане.
21 грудня 1969 року був введений в експлуатацію останній десятий енергоблок, цей рік вважається роком закінчення будівництва ТЕС.
У 1972 році чисельність населення склала 11,8 тис. осіб, тут діяли Зміївська ТЕС, Завод будівельних деталей, завод монтажних напівфабрикатів, молокозавод, хлібзавод та овочівницький радгосп.
На початку 1975 року почав роботу експериментальний механічний завод.
У січні 1989 року чисельність населення складала 15 871 людей.
У травні 1995 року Кабінет Міністрів України ухвалив рішення про приватизацію розташованих тут АТП тресту Південзахіденергобуд, Експериментально-механічного заводу та Дослідного електромонтажного заводу., в липні 1995 року було затверджено рішення про приватизацію овочівницького радгоспу.
У 2002 році директор Зміївської овочевої фабрики, перебуваючи у селищі, незаконно безкоштовно передав основні виробничі фонди підприємства в статутні фонди фіктивних фірм, які фактично не вели господарської діяльності. В 2002 році "ТОВ «Геомакс» розпочало свою діяльність. У червні 2004 року розпочався розгляд справи про банкрутство фабрики. І в серпні 2004 року вона була визнана банкрутом.
Станом на 1 січня 2013 року чисельність населення становила 14 776 осіб.
В ході декомунізації в лютому 2016 року смт Комсомольське було перейменовано на смт Слобожанське.
13 березня 2025 року Верховна Рада України ухвалила постанову про віднесення селища Слобожанське до категорії міст. Загальна чисельність жителів селища станом на 1 січня 2024 року становила 12329 осіб.

## Населення

### Мова
Розподіл населення за рідною мовою за даними перепису 2001 року:
| Мова            | Кількість | Відсоток |
| --------------- | --------- | -------- |
| російська       | 7902      | 49.93%   |
| українська      | 7859      | 49.66%   |
| вірменська      | 21        | 0.13%    |
| білоруська      | 15        | 0.10%    |
| румунська       | 1         | 0.01%    |
| інші/не вказали | 27        | 0.17%    |
| Усього          | 15825     | 100%     |

## Економіка
- Зміївська ТЕС
- Велике тепличне господарство

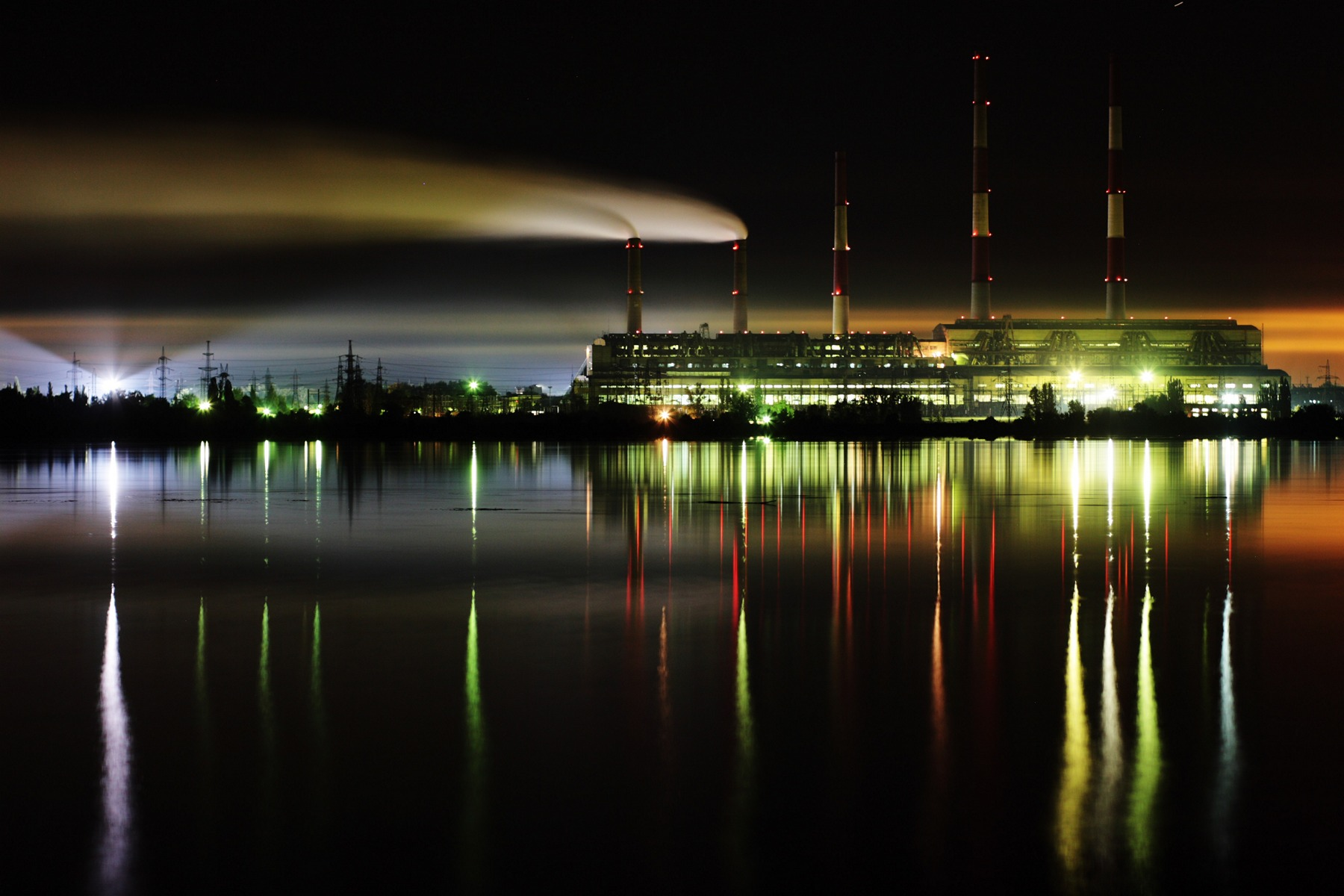
Зміївська ТЕС

- Лиманський сільськогосподарський рибгосп
- Зміївський експериментально-механічний завод, ВАТ.
- Зміївської дослідницький електромонтажний завод, ВАТ.
- ТОВ «Завод „Енергостіл“»[14].
- ПрАТ «ЗАВОД ЕЛОКС»[15].

## Об'єкти соціальної сфери
- Слобожанський ліцей № 1.
- Слобожанська гімназія № 2.
- Професійно-Енергетичний Ліцей.
- Слобожанська міська лікарня.
- Стадіон «Енергетик».
- Слобожанська дитячо-юнацька спортивна школа.

## Спорт
У Слобожанському базується футбольний клуб «Енергетик-Центренерго» або, як місцеві називають, просто «Енергетик». Клуб знаходиться на балансі у Зміївської ТЕС і виступає на стадіоні «Енергетик». Головним досягненням в історії команди є чемпіонський сезон 1997 в Вищій лізі Чемпіонату Харківської області з футболу. Крім цього, клуб у 2008 році завоював бронзу, а в 2009 році — срібло Чемпіонату Харківської області з футболу у Вищій лізі. Також «Енергетик» зі Слобожанського двічі вигравав Кубок Харківської області з футболу в сезонах 1997 і 2001 років. Зараз клуб виступає в першій лізі Чемпіонату Харківської області з футболу, де в сезоні 2016 року обійняв 4 місце в групі А.

## Пам'ятки
- Братська могила радянських воїнів[16].

## Засоби масової інформації
- Газета «Енергетик»[1]

## Відомі особи
В місті народились:
- Андре Тан (нар. 1983) — український дизайнер.
- Аліна Борщова (нар. 1982) — українська поетеса. Член Національної спілки письменників України.
- Крячко Валентин Миколайович (нар. 1958) — радянський та український футболіст та тренер, чемпіон світу серед молоді.

Проживали:
- Гончарук Іван Савич (1975—1987) — вояк УПА.

## Місто-партнер
Веннес, Швеція